# Escola Semiótica de Tartu-Moscou
A Escola de Semiótica Tartu-Moscou (ESTM) é uma corrente filosófica dentro do campo da Semiótica, constituída por acadêmicos como Juri Lotman, Boris Uspenskii, Vyacheslav Ivanov, Vladimir Toporov, Alexander Piatigorsky, Isaak I. Revzin, Mikhail Gasparov, Juri Levin, dentre outros. Este grupo de acadêmicos se reuniu, a partir da década de 1960, na Universidade de Tartu, Estônia, com o intuito inicial de desenvolver um espaço de discussão e produção acadêmica voltada para a compreensão do papel da linguagem nos Estudos Culturais, sob um viés semiótico.

## Escola de Semiótica Tartu-Moscou
Um dos primeiros acontecimentos que levaram à formação da ESTM foi o Simpósio em Estudos Estruturais de Sistemas Sígnicos, em Moscou, no ano de 1962, unindo vários dos nomes acima citados. Apesar de não estar presente neste Simpósio, Juri Lotman teve contato com os trabalhos de Ivanov, Piatigorskii, e Revzin, convidando-os para a Universidade de Tartu um ano depois. O evento principal que marca o início da ESTM, em 1964, é a primeira edição da Escola de Verão de Semiótica , em Kääriku, Estônia, na qual o primeiro volume do periódico acadêmico Sign Systems Studies, o mais antigo periódico de semiótica do mundo, ainda publicado em inglês e russo até os dias atuais. Apesar de ter sido descontinuada na década de 1980, as Escolas de Verão de Semiótica retornaram a acontecer, bianualmente, a partir de 2011.
A Escola Tartu-Moscou, dado sua história e a multiplicidade de ideias convergentes entre seus membros pode ser considerada sob diferentes perspectivas

### A ESTM como corrente científica
Se estruturou como uma combinação das tradições de crítica literária de São Petersburgo (Leningrado) e de linguística de Moscou. A primeira contribuiu para a ESTM no que diz respeito ao estudo semiótico de objetos culturais complexos  - enquanto, por sua vez, a segunda se encontra ligada à investigação de metodologias mais precisas para o estudo da cultura através de um viés semiótico. Em relação à sua produção científica, a ESTM como corrente científica se consolidou graças à sua contribuição relacionada à transposição, em termos semióticos, dos métodos literários e linguísticos de análise, para a análise de produtos culturais como pintura, música e cinema - assim como o estudo da cultura como um sistema modelizante: a linguagens da cultura são interpretadas como modelos secundários, em relação à linguagem verbal.

### A ESTM como teoria
Apesar de não se prender a uma teoria metodológica única, é possível dizer que havia uma direção comum no tratamento dos problemas semióticos relacionados ao estudo da cultura, orientando-se pelo empiricismo e respeitando a individualidade disciplinar de cada membro. A teoria semiótica da ESTM, tendo-se em vista seu caráter interdisciplinar, fora construída, em ad hoc, direcionada ao estudo de objetos culturais concretos e heterogêneos:
“A atmosfera da comunidade de Tartu criava condições ideais para relacionamento e colaboração interdisciplinares. (...) a autoconsicência do semiólogo era definida menos pela filiação profissional inicial e mais pela orientação intelectual comum”. 
Por não possuir uma homogeneidade doutrinária, metodológica ou metalinguística, a teoria da ESTM pode apresentar uma dificuldade inicial de compreensão. Porém, em termos semióticos gerais, é característico uma preocupação comum por questões relativas  sinergia, equilíbrio e a perturbação do mesmo em sistemas semióticos complexos. Uma das principais características do tratamento semiótico teórico da Escola Tartu-Moscou para o estudo da interação entre linguagem e cultura consiste em uma abordagem sistémica dos processos de significação: cultura, aqui, é vista como uma combinação de vários sistemas de signos – cada um com uma codificação própria, porém em constante interação entre si.

### A ESTM como Academia
Inicialmente, questões referentes ao espaço sociogeográfico da ESTM (tanto em termos concretos, quanto em termos de background científico) ocupam uma posição relevante não apenas no desenvolvimento da ESTM como academia científica de pensamento, mas como também no entendimento de tal desenvolvimento por parte de teóricos que buscam abordá-la e estudá-la. Com foco em um distanciamento tanto espacial quanto conceitual de formalidades e oficialidades acadêmicas e pessoais, o relacionamento entre professores e estudantes buscava, acima de tudo, incentivar, manter e estabelecer o diálogo e uma atmosfera de compreensão mútua.

### A ESTM como Faculdade
Com o crescente aumento do prestígio científico e do interesse internacional na ESTM, resultando em traduções de trabalhos para diversas línguas estrangeiras, a Escola passou a sofrer uma grande resistência ideológica e administrativa, refletindo a situação política da Guerra Fria, e culminando com a transferência de Lotman da cátedra de Literatura Russa para a de Literatura Estrangeira - uma tentativa de minar a unidade científica do grupo. Além disto, a Escola também sofreu consideravelmente com a redução tanto da tiragem quanto do tamanho dos volumes de seu periódico Sign System Studies. Apesar desta ausência de apoio institucional e material, a Escola conseguiu conservar seu status, apoiando-se em recursos mínimos, conservando a perspectiva de sua abordagem semiótica e centralizando o seu desenvolvimento na figura de Lotman.

### A ESTM como Universidade
Graças aos esforços de Juri Lotman em manter a autonomia acadêmica da ESTM apesar dos dificuldades administrativas, a escola se manteve com relativa autonomia até seu falecimento, na década de 90. A partir dos anos 90, a ESTM foi substituída pela Escola de Semiótica de Tartu, localizada no Departamento de Semiótica da Universidade de Tartu, mantendo foco em Semiótica da Cultura, mas também em Biosemiótica e Sociosemiótica. Seu principais expoentes atuais são Kalevi Kull, Peeter Torop and Mikhail Lotman. Atualmente, cursos de mestrado e doutorado em Semiótica são ministrados regularmente, com novas turmas de estudantes estonianos e internacionais ingressando a cada ano (além da manutenção de um grupo consistente de pós-doutorandos), preservando o espírito lotmaniano da ESTM.

## Principais conceitos

### Cultura
Entendida como a totalidade não-hereditária de informações que são adquiridas, preservadas e transmitidas por vários grupos sociais, podendo ser vista sob duas perspectivas diferentes: como informação pertinente em si, e como um sistema de códigos sociais que permitem a expressão destas informações através de signos  .Lotman propôs 11 traços definidores do que “cultura” significa em um contexto de estudos semióticos:
1. Cada cultura possui seus próprios signos.
2. Nenhuma cultura é abrangente em si mesma - pelo contrário, trata-se de um espaço delimitador que está em constante contato com os espaços não-culturais.
3. Culturas são sempre sistemas sígnicos (em contraste a não-culturas, que não são sistemas signícos).
4. Dadas culturas substituem outras culturas com o passar do tempo.
5. Culturas e linguagens nacionais são indivisíveis.
6. Cultura é memória coletiva não hereditária.
7. Cultura é apenas reconhecida post factum.
8. Cultura é, acima de tudo, um fenômeno sociais e, enquanto culturas individuais são reais são, não obstante, um fenômeno secundário quando visto através do contexto histórico de culturas de sociedades.
9. Cada cultura cria seu próprio modelo de sua existência e continuidade.
10. Culturas geram estruturas com a finalidade de construir suas bases sociais.
11. Cada cultura é baseada em presunções estruturais por parte de seus participantes

### Sistema sígnico
Dentro da abordagem sistémica proposta pelos acadêmicos da ESTM, um sistema signíco é um conjunto de um ou mais tipos diferentes de signos dentro de um sistema de regras, responsáveis por regular e combinar tais signos com a finalidade de criar um texto semiótico. Tais sistemas podem ser divididos em “informacionais” ou “não-informacionais” - o último compreendendo fenômenos como jogos de xadrez ou sistemas monetários, por exemplo - enquanto, por sua vez sistemas de caráter informativo se referem a línguas naturais e artificiais e formas diversas de arte. O caráter sistémico de signos, e a necessidade de serem abordados como sistemas é o principal pressuposto para o estudo da Semiótica da Cultura:
“No estudo da cultura a premissa inicial é a de que toda atividade humana interessada com o processamento, troca e armazenamento de informação possui uma certa unidade. Sistemas sígnicos individuals, apesar de pressupor estruturas organizadas imanamente, apenas funcionam como unidades quando apoiados por outros sistemas. Nenhum sistema sígnico possui um mecanismo que permite que funcionem culturamente de forma isolada.”
As características gerais essenciais a tais sistemas signícos incluem os seguintes aspectos:
1. Semântica: se refere ao sistema em relação a qualquer fator discursivo que possa aludir aos elementos e textos de outro sistema, ou a qualquer fenômeno que se encontra fora do sistema inicial - mas possui a capacidade de ser descrito e processado por ele.
2. Sintática: determinada pela estrutura relacional interna entre unidades no sistema e em seus textos correspondentes.
3. Pragmática: fundamenta-se na relação entre unidades do sistema e seus textos, assim como nos consumidores destes textos.[14]

Portanto, ao se referir a unidades semióticas como “sistemas signícos”, o foco não permanece apenas as entidades que se encontram nesse sistema, e sim nas relações entre tais entidades - assim como nas regras que estabelecem tais relações. Ademais, a noção de “sistema” também sugere descrições e análises que levem em consideração os diferentes níveis descritivos entre as entidades que se encontram em tais relações, e entre os sistemas em si.

### Texto
No contexto de Semiótica da Cultura, a noção de “texto” inclui uma variedade de sistemas simbólicos, tais como linguagem verbal (oral ou escrita), artes visuais, rituais, mitos, leis, entre outros. Textos culturais são aqueles cuja estrutura provém informação a uma determinada cultura - tanto sobre si mesmo, quanto sobre o seu contexto circunjacente:
“Um texto multifacetado e semioticamente heterogêneo, pode ser capaz de entrar em relações complexas tanto com o contexto cultural que o circunda, quanto com seus leitores; ele deixa de ser uma mensagem elementar transmitida de um emissor a um destinatário. Revelando sua capacidade de condensar informação, ele adquire memória. (...) Neste estágio de crescente complexidade estrutural, um texto apresenta as propriedades de um dispositivo intelectual: ele não apenas transmite informação, mas também transforma mensagens e desenvolve novas mensagens”.
De acordo com Ivanov, textos culturais são definidos com base no seguinte conjunto de princípios:
1. Texto é uma unidade semiótica funcional.
2. Texto é o veículo de todas e qualquer mensagem integrada (incluindo linguagem humana, visual, verbal e representacional).
3. Nem todos os usos de linguagem humana são automaticamente definidos como texto.[13]

De forma geral, textos são compreendidos como mecanismos geradores de significados e, como resultado, o que pode ser entendido como texto em uma determinada cultura, pode não ser um texto (ou seja, não gerar significado) em um espaço cultural diferente.

### Sistema modelizador
Um dos princípios fundamentais da abordagem sistémica da ESTM, sistemas modelizadores são definidos como sistemas relacionais, dotados de estruturalidade, a partir do qual é possível compreender a cultura como um sistema total. Modelos e sistemas modelizadores são, no contexto da ESTM, signos análogos a dados objetos de percepção, que os substituem em processos de significados:
“Um sistema modelizante é uma estrutura de elementos junto às suas regras combinatórias, existindo em um estado de analogia fixa à toda esfera de seu objeto de percepção, cognição ou organização”.
Para Lotman, todos os sistemas semióticos envolvidos em contextos culturais  são modelizáveis a priori, e se prestam à construção, transmissão e acúmulo de conhecimento. Dentro da teoria da ESTM, sistemas modelizadores podem ser divididos em dois tipos: sistemas modelizantes primários, que compreendem línguas naturais; e sistemas modelizantes secundários, que funcionam como estruturas suplementares, criadas com base nos sistemas primários. Um exemplo de sistema secundário, para Lotman, é o de textos artísticos, caracterizados simultaneamente pelo seu comportamento prático e convencional, assim como por sua possibilidade de alternar significados em relação aos que são reconhecidos à primeira vista. Arte é um tipo especial de sistema modelizante secundário em que, por um lado é extremamente adequado para o armazenamento de uma larga quantidade de informação complexa enquanto, por outro lado, possui a capacidade de expandir tal informação armazenada e transformar o contexto cultural e semiótico daquele que a consome.

### Explosão
Em seu livro “Культура и взрыв” (Cultura e Explosão), publicado em 1992, Lotman descreve processos graduais (lentos e refinados) e explosivos (rápidos e recalibrantes) em quatro atividades humanas em particular: arte (incluindo literatura, cinema, pintura), tecnologia, história e ciência. Tanto em tecnologia quanto em arte os processos de tipo explosivo são mais evidentes. Imprevisibilidade é um dos elementos mais importantes de tais processos. Uma vez desencadeado o momento de explosão, não há como prever - muito menos  controlar - a repercussão de uma nova obra de arte, um novo texto ou uma inovação tecnológica. “Assim, o momento de explosão é marcado pelo começo começo de uma nova etapa”. Ciência e história operam como processos graduais. História olha retrospectivamente e organiza a cadeia de eventos aleatórios e uma corrente cronológica e fatalista, reivindicando que a explosão, o que a precedeu, e suas repercussões, só poderiam ter resultado daquela maneira. Ciência incorpora e organiza as explosões relacionadas a uma nova tecnologia dentro de suas semiosfera, conectando gradualmente toda sua teia de conhecimento.

### Semiosfera
Semiosfera é o espaço conceitual no qual processos semióticos acontecem. Tais processos podem somente ser realizados dentro de uma dada semiosfera. Porém, este é um espaço abstrato, que não pode ser visualizado ou compreendido em termos concretos. Semiosferas são exatamente a “realidade” que somos capazes de manipular e conceber através de sistemas signícos e, portanto, não deve ser compreendida como uma entidade espacial única: existem várias semiosferas que se relacionam, conectam e intersectam entre si. Sendo descrita em termos de espaços e relações espaciais, uma de suas características mais importantes é a sua “fronteira”, que serve não apenas à função de delimitar onde uma semiosfera termina e outra começa. Suas fronteiras são uma característica funcional, que atua como uma espécie de filtro, traduzindo e trocando informações codificadas nos hábitos de uma dada semiosfera N, para os hábitos que codificam outra semiosfera N+1, e vice-versa.

Desta forma, a fronteira que delimita uma dada semiosfera é na verdade o mecanismo principal que permite a comunicação, tradução e troca de informações entre duas ou mais semiosferas. É a área periférica onde processes semióticos acontecem mais rapidamente e frequentemente, traduzindo informações novas e inesperadas para dentro de um espaço semiótico, buscando a incorporação destas informações ao núcleo estrutural de uma semiosfera, onde seus hábitos se encontram - possibilitando então, a transformação e evolução da mesma:
“A irregularidade estrutural da organização interna de uma semiosfera é determinada, em parte, pelo fato de que, tendo uma natureza heterogênea, semiosferas se desenvolvem em velocidades diferentes, em lugares diferentes. (...) A tradução de informação através destas fronteiras, um dado jogo entre diversas estruturas e sub-estruturas, a contínua ‘invasão’ a uma ou outra estrutura em ‘outro território’ dão luz a significados, gerando novas informações”.

## Juri Lotman
Juri Mikhailovich Lotman (em russo: Ю́рий Миха́йлович Ло́тман , em estoniano: Juri Lotman) é considerado o fundador da Escola Semiótica de Tartu-Moscou. Nascido em 28 de Fevereiro de 1922, em Petrogrado (atual São Petersburgo). Seus pais eram o advogado Mikhail Lotman e sua mãe a dentista formada na Sorbonne Aleksandra Lotman, ambos judeus.  Lotman se formou da escola secundária em 1939 com notas altas e foi aceito na Universidade Estatal de Leningrado sem ter que passar por nenhum teste. Lá estudou Língua e Literatura. Entre seus professores estavam acadêmicos de renome como Gukovsky, Azadovsky, Tomashevsky and Propp. Foi recrutado em 1940, após completar o primeiro ano da graduação. Durante a Segunda Guerra Mundial serviu como operador de rádio junto à artilharia. Foi dispensado do exército como sargento em 1946, retornou aos estudos na universidade e se graduou com honras em 1950. Seus primeiros artigos de pesquisa se centravam em literatura e pensamento social russos dos séculos XVIII e XIX.
Suas tentativas de se inscrever em um PhD e um emprego acadêmica foram todas frustradas devido ao anti-semitismo vigente, apesar da derrota nazista. Muda-se então para a Estônia em 1950 e em 1954 começa a trabalhar como professor no Departamento de Língua e Literatura Russas da Universidade de Tartu. Alguns anos mais tardes se tornaria diretor do departamento. Lá fundou a Escola de Semiótica Tartu-Moscou  e editou a prestigiosa revista Sign System Studies e um dos mais importantes periódicos em semiótica. Lotman Faleceu em Tartu, Estônia, no dia 28 de Outubro de 1993.

## Semiótica da Cultura
Disciplina teórica que entende a cultura enquanto metasemiótica, cujo objeto não é a cultura em si, mas seus sistemas semióticos. Foi constituída no Departamento de Semiótica da Universidade de Tartu, Estônia, nos anos 60, em meio aos encontros da “Escola de verão sobre os sistemas modelizantes de segundo grau”, que reuniam professores da universidade local e também de Moscou. Explora fronteiras com várias áreas do conhecimento e tem como base de seus princípios a Linguística, a Teoria da Informação e da Comunicação, a Cibernética e, claro, a Semiótica.

Neste conceito agregador a comunicação é entendida como sistema semiótico e a cultura como um conjunto unificado de sistemas, como se fosse um grande texto. 	
O "trabalho" fundamental da cultura (...) consiste em organizar estruturalmente o mundo que rodeia o homem. A cultura é um gerador de estruturalidade: cria à volta do homem uma sociosfera que, da mesma maneira que a biosfera, torna possível a vida, não orgânica, é óbvio, mas de relação.
Para a devida compreensão deste grande texto, os semioticistas da ESTM re-elaboraram o conceito de língua, para assim estender a noção de linguagem a uma diversidade de sistemas tais como mito, religião, literatura, teatro, artes, arquitetura, música, cinema, moda, ritos, comportamentos, enfim, os códigos e sistemas semióticos da cultura. Fica evidente que tão importante quanto o conceito de língua é a concepção semiótica do código. Baseado nessas noções, definiu-se a relação dinâmica entre os sistemas da cultura como um processo de modelização, onde entende-se a cultura como texto e a comunicação como processo semiótico.

## Teses para uma Análise Semiótica da Cultura
As Teses para uma Análise Semiótica da Cultura: uma Aplicação aos Textos Eslavos, apresentadas em 1964 na primeira edição da Escola de Verão de Semiótica, consolidaram a semiótica como uma disciplina investigativa referente aos processos de transmissão e transformação de mensagens e informações em geral, focando nas possibilidades interdisciplinares da mesma. De forma geral, pode-se dizer que As Teses apresentam as formulações e concepções básicas que estruturaram a abordagem semiótica da ESTM nos anos a seguir.

### Primeira Tese
A primeira tese gira em torno da premissa inicial de que a oposição entre “cultura x espaço extracultural” é a unidade mínima do mecanismo da cultura em qualquer dado nível. A Semiótica da Cultura, sendo o “estudo da correlação funcional de diferentes sistemas de signos” deve ser entendida em termos de suas interações, suas estruturas hierárquicas, sua sobreposição e onde suas bordas se tocam. Por essa razão, é possível modelar as relações culturais e culturais em termos de espaço e relações espaciais (como “dentro”, “fora”, “interior”, “extra”, “fronteira”, “centro”, etc.). No que diz respeito à oposição entre “cultura x espaço extracultural”, o conceito de “extracultural” deve ser usado em vez de “acultural”, pois o que parece ser desorganizado no lado de fora de um sistema cultural, é na verdade apenas uma questão de um diferente organização (e não de ausência de organização). Além disso, essas duas áreas (extra e intracultural) são mutuamente condicionadas e precisam uma da outra, de forma a se expandirem e crescerem proporcionalmente, estando intrinsecamente relacionadas de forma dinâmica entre si.

### Segunda Tese
A segunda tese conceitua cultura através de dois pontos principais: (i) cultura é um fenômeno construído como um conjunto de relações hierárquicas entre os sistemas de signos, e (ii) cultura é uma uma organização que possui diversas camadas relativas ao que é percebido como fenômenos extraculturais que circundam o espaço intracultural. do que é percebido como o extracultural esfera de fenômenos que envolve o espaço intracultural. No entanto, o que é percebido e conceituado como uma determinada cultura diz respeito à composição e correlação dos sistemas semióticos no espaço intracultural (e a como eles se relacionam com o espaço extracultural).

### Terceira Tese
A terceira tese introduz o conceito de “texto” como um conceito fundamental para o estudo da Semiótica. De acordo com os autores, tal conceito permite um link útil entre o estudo de Semiótica Geral e outros estudos disciplinares:
“A relação de um texto com a cultura como um todo e seus sistemas codificadores é apresentada pelo fato de que a mesma mensagem pode aparecer como texto, parte de um texto, ou conjunto de texto em diferentes níveis” 
Apesar das raízes nos Estudos Linguísticos, o conceito de texto é aplicável não somente a fenômenos de caráter verbal, mas a fenômenos de caráter não-verbal - é relacionado ao potencial de transportar e revelar significado, e não a qualquer característica morfológica que possam ter. Tendo-se “texto” como um objeto de estudo semiótico, deve-se levar os seguintes problemas em consideração: (i) a relação entre texto e signo; e (ii) a relação entre texto e “emissor-receptor”. O primeiro problema se refere tanto à conceitualização de texto como um signo único, assim como um sequência de signos. O segundo se refere ao processo de comunicação cultural no qual textos e culturas são concebidos e/ou entendidos em relação à posição do “emissor” e à do “receptor”. De qualquer forma, quando se referindo ao emissor, é necessário se fazer uma distinção entre o emissor “de fato” e o emissor “potencial”.

### Quarta Tese
A quarta tese diz respeito ao conceito de “texto cultural” como um texto concebido em um segundo sistema semiótico de dada cultura. A questão referente à construção de uma tipologia cultural é apresentada em relação às suas conexões e correlações a um dado texto e sua função. Para que algo seja entendido como um texto em uma cultura, deve-se possuir algum significado que seja compreensível para tal cultura (pressupondo, portanto, um sistema de regras conhecido no espaço cultural). Por essa razão, o que pode ser percebido como um texto dentro da cultura A, pode não ser percebido como um texto dentro da cultura B - já que o último pode não ter a proficiência nas regras que permitem a significação adequada de algo como um texto. Como observação final, os autores afirmam que “novos” textos coexistem em uma relação sincrônica com outros textos já assimilados dentro de uma cultura - o que que pode ser conceituado como poliglotismo cultural.

### Quinta Tese
A quinta tese define o lugar de um texto em um dado espaço textual como a soma total de textos potenciais. Essa soma de textos potenciais pode ser entendida como uma ampla abordagem tipológica para a classificação de textos culturais - e destaca os problemas que podem vir com ela. Nesses casos de uma classificação tipológica ampla com base em uma soma de textos, a oposição entre relações sincrônicas e diacrônicas entre textos é suspensa em favor de uma reconstrução geral em relação às conexões e correlações entre esses textos (ou mesmo a respeito dessas relações como unidade discreta de um texto mais geral).

### Sexta Tese
A sexta tese postula que, do ponto de vista semiótico, a cultura pode ser considerada como uma hierarquia de sistemas semióticos - e de um ponto de vista mais geral, como um mecanismo coletivo para o armazenamento e processamento de informações. Ao traçar um paralelo com um conceito geral de “memória”, os autores afirmam que tanto a cultura quanto a memória podem ser entendidas como fenômenos funcionalmente uniformes situados em níveis diferentes - mantendo, porém, seu caráter dinâmico. Numa espécie de relação recíproca, aqueles que participam de processos de significação são responsáveis pela criação de textos, enquanto os textos criados também se estruturam na memória daqueles que participaram de tais processos. Nesta tese, o conceito de policulturalidade significa a assimilação de textos de uma cultura A por meio da cultura B. No que diz respeito à compreensão da cultura como uma hierarquia de sistemas semióticos, eles afirmam que um único sistema semiótico isolado não pode constituir uma cultura. Devem haver pelo menos dois sistemas em correlação para que eles constituam uma cultura. No entanto, a forma como uma cultura é percebida como uma unidade (apesar de seus diversos sistemas semióticos) é passível de variação No final, os autores apresentam o conceito de sistemas de modelização secundária: aqueles concebidos através de modelos previamente construídos do “mundo”, na é percebido por uma dada cultura.

### Sétima Tese
A sétima tese formula os problemas do estudo da semiótica e da tipologia das culturas como um problema de equivalência de estruturas, textos e suas funções. Este problema de equivalência de tais entidades se torna importante quando é desenvolvido dentro de uma única cultura: na medida em que a equivalência não é entendida como “identidade”, os processos translacionais de um sistema semiótico para outro em uma cultura devem sempre incluir um certa grau de intraduzibilidade.

### Oitava Tese
A oitava tese postula que, no estudo semiótico da cultura, deve-se encarar a tarefa de estudar as relações entre estruturas a partir de diferentes níveis (mesmo dentro de uma única cultura). Se leva em consideração, primariamente, o processo translacional de “recodificação” que acontece entre níveis tão diferentes - com respeito às suas regras e convenções, tanto em termos sincrônicos, quanto diacrônicos.

### Nona Tese
A tese final apresenta duas tendências diferentes no processo de união entre diferentes níveis de sistemas e subsistemas em uma única cultura. A primeira tendência se refere à diversidade funcional de sistemas e subsistemas, através do aumento de diferentes linguagens semióticas (poliglotismo cultural). A segunda vai em direção oposta, e se refere não à diversidade, mas à uniformidade como uma tentativa destes sistemas e subsistemas de interpretarem a si mesmos a ou outras culturas como linguagens uniformes e rigidamente organizadas. Depois de exemplificar tais tendências, os autores terminam o texto dizendo que a investigação científica não é apenas um instrumento para o estudo da cultura, mas também faz parte de seu objeto de estudo, sendo pertinente se falar de um processo de meta-semiose no processo de investigação e estudo de culturas em geral.

## Publicações
- Machado,Irene. Escola de Semiótica – A Experiência de Tártu-Moscou para o Estudo da Crítica. Atelié editorial.
- Andrews, Edna 2003. Conversations with Lotman: Cultural Semiotics in Language, Literature, and Cognition. Toronto: University of Toronto Press.
- Grishakova, Marina. "Around Culture and Explosion: Juri Lotman and the Tartu-Moscow School in the 1980-90s." In: J. Lotman. Culture and Explosion. Ed. by M. Grishakova. Berlin-New York: De Gruyter, 2009.
- Grishakova, Marina, and Silvi Salupere. Theoretical Schools and Circles in the Twentieth-Century Humanities: Literary Theory, History, Philosophy. Routledge, 2015.
- Levchenko, Jan; Salupere, Silvi (eds.) 1999. Conceptual Dictionary of the Tartu-Moscow Semiotic School. (Tartu Semiotics Library, vol 2.) Tartu: Tartu University Press.
- Paterson, Janet M. 2000 (1993). Tartu School. In: Makaryk, Irena Rima (ed.), Encyclopedia of Contemporary Literary Theory: Approaches, Scholars, Terms. Toronto: Toronto University Press, 208–211.
- Salupere, Silvi; Torop, Peeter; Kull, Kalevi (eds.) 2013. Beginnings of the Semiotics of Culture. (Tartu Semiotics Library, vol 13.) Tartu: University of Tartu Press.
- Sebeok, Thomas 1998. The Estonian connection. Sign Systems Studies 26: 20–41.
- Waldstein, Maxim 2008. The Soviet Empire of Signs: A History of the Tartu School of Semiotics. VDM Verlag Dr. Muller.
- L’École sémiotique de Moscou-Tartu / Tartu-Moscou : Histoire. Épistémologie. Actualité. 40 Slavica Occitania ed. Toulouse: Université de Toulouse-Le Mirail. Ekaterina Velmezova. 2015. ISBN 978-2-9538558-9-0. Consultado em 7 de outubro de 2015. Arquivado do original em 5 de outubro de 2015